# Tinocallis zelkovae
Tinocallis zelkovae är en insektsart. Tinocallis zelkovae ingår i släktet Tinocallis och familjen långrörsbladlöss. Inga underarter finns listade i Catalogue of Life.